# Dainius Adomaitis

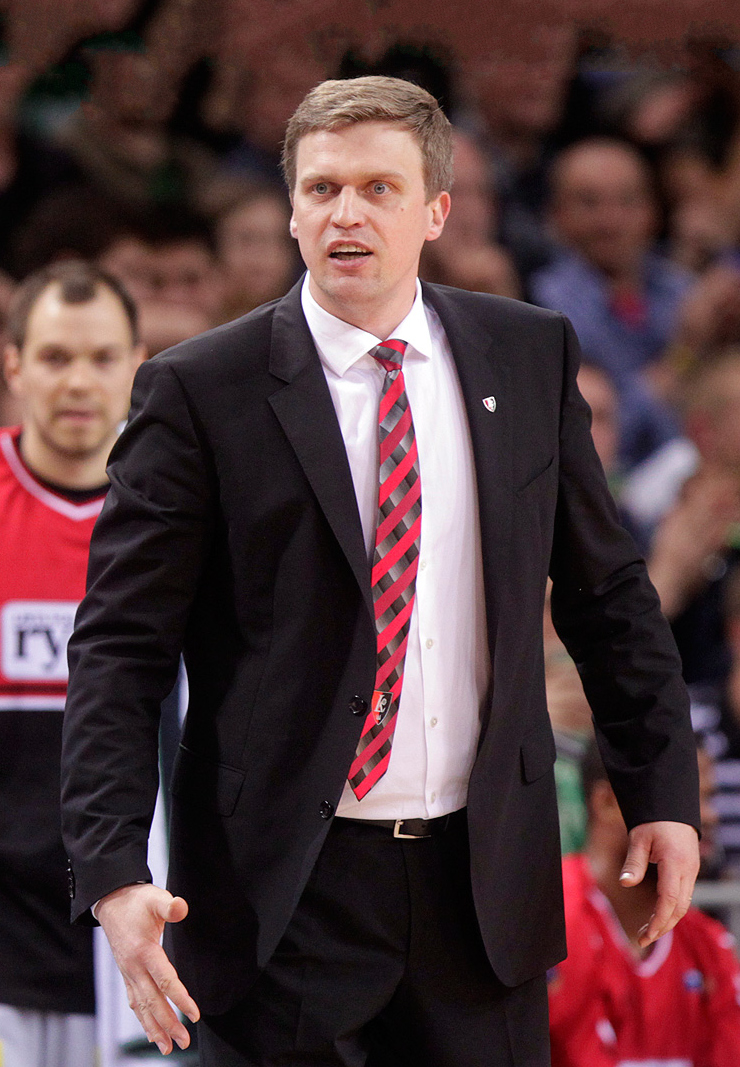

Dainius Adomaitis, född 19 januari 1974 i Šakiai, dåvarande Sovjetunionen, är en litauisk basketspelare som tog OS-brons 2000 i Sydney. Detta var Litauens tredje bronsmedalj i rad i herrarnas turnering i basket vid olympiska sommarspelen. Han har bland annat spelat för laget Žalgiris Kaunas.